# Mã hóa đầu cuối
Mã hóa đầu cuối (E2EE) là một hệ thống liên lạc mà chỉ những người đang liên lạc với nhau có thể đọc được tin nhắn. Về lý thuyết, nó ngăn chặn những "kẻ nghe trộm" như nhà cung cấp viễn thông, nhà cung cấp dịch vụ Internet, các tác nhân độc hại và thậm chí kể cả nhà cung cấp dịch vụ liên lạc khỏi việc truy cập các mã khóa cần thiết để giải mã cuộc trò chuyện.
Mã hóa đầu cuối nhằm ngăn chặn việc đọc hoặc sửa đổi dữ liệu một cách bí mật không được thực hiện bởi người gửi và người nhận thực sự của nó. Mặc dù các tin nhắn được mã hóa bởi người gửi nhưng các bên thứ ba không có phương tiện để giải mã nên giữ nguyên dạng được mã hóa của tin nhắn. Người nhận sẽ nhận dữ liệu được mã hóa và tự giải mã chúng về dạng có thể đọc được.
Bởi vì không có bên thứ ba nào có thể can thiệp vào dữ liệu đang được gửi đi hoặc đang được lưu trữ nên các công ty cung cấp dịch vụ cũng không thể chuyển văn bản tin nhắn thuộc về khách hàng của họ cho các cơ quan có thẩm quyền.
Vào năm 2022, văn phòng Ủy viên thông tin của Vương quốc Anh, cơ quan chính phủ chịu trách nhiệm thực thi các tiêu chuẩn dữ liệu trực tuyến, đã tuyên bố rằng việc phản đối E2EE là không có cơ sở và cuộc tranh luận được cho là không công bằng khi các bên tham luận tập trung quá ít vào lợi ích vì E2EE "giúp giữ an toàn cho trẻ em khi trực tuyến" và việc luật bắt buộc được truy cập vào dữ liệu được lưu trữ trên máy chủ không phải là cách duy nhất để tìm ra những kẻ quấy rối.